# Skaidejavri
Skaidejavri eller Skäidijävri är en sjö i Finland. Den ligger i kommunen Utsjoki i landskapet Lappland, i den norra delen av landet, 1 100 km norr om huvudstaden Helsingfors. Skaidejavri ligger 182,4 meter över havet. Arean är 45 hektar och strandlinjen är 3,1 kilometer lång. Sjön  ingår i Tana älvs huvudavrinningsområde.   Omgivningarna runt Skaidejavri är i huvudsak ett öppet busklandskap.